# مانفريد بورغسمولر
مانفريد بورغسمولر (بالألمانية: Manfred Burgsmüller)‏ مواليد 22 ديسمبر 1949 في إيسن هو لاعب كرة قدم ألماني سابق،
لعب في مركز الهجوم مابين 1969 إلى 1990 بعدد مباريات 447 مباراة في روت فايس إيسن، بوروسيا دورتموند،نادي نورنبيرغ وفيردر بريمن في الدوري الالماني،
بعد نهاية مسيرته الكروية لعب أخر ست سنوات في كرة القدم الأمريكية.

## مسيرته الكروية
لعب مانفريد بورغسمولر خلال مسيرته الاحترافية مع 6 أندية في أربعة وعشرون موسمًا وسجل خلالها 330 هدف ضمن 607 مباراة. ولم يفز بأي موسم بالكأس وفاز في موسم واحد بالدوري.
خاض مانفريد بورغسمولر مسيرته مع نادي روت فايس إيسن في موسم 1968–69 في المرة الأولى واستمر معه طيلة ثلاثة مواسم ثم في موسم 1974–75 ولمدة موسمين، مشاركًا طوالها في 76 مباراة سجل خلالها 32 هدفًا. ثم انتقل إلى نادي أوردينغن 05 في موسم 1971–72 ليلعب معه أربعة مواسم، حيث شارك في 108 مباراة سجل خلالها 81 هدفًا. لينتقل بعدها إلى نادي بوروسيا دورتموند للفورميلا في موسم 1976–77 ليلعب معه سبعة مواسم، مشاركًا في 224 مباراة سجل خلالها 135 هدف. ثم انتقل إلى نادي نورنبرغ في موسم 1983–84 لمدة موسم واحد، مشاركًا في 34 مباراة سجل خلالها 12 هدفًا. هذا وانتقل لاحقًا إلى نادي روت فايس أوبرهاوزن في موسم 1984–85 ولمدة موسمين، مشاركًا في 50 مباراة سجل خلالها 36 هدفًا. ثم انتقل بعدها إلى نادي فيردر بريمن في موسم 1985–86 ليلعب معه خمسة مواسم، مشاركًا في 115 مباراة سجل خلالها 34 هدفًا.

## روابط خارجية
- مانفريد بورغسمولر على موقع IMDb (الإنجليزية)
- مانفريد بورغسمولر على موقع ديسكوغز (الإنجليزية)
- مانفريد بورغسمولر على موقع قاعدة بيانات كرة القدم.إي يو (الإنجليزية)
- مانفريد بورغسمولر على موقع بيانات كرة القدم. دي إي (الألمانية)
- مانفريد بورغسمولر على موقع ناشيونال فوتبول تيمز (الإنجليزية)
- مانفريد بورغسمولر على موقع عالم كرة القدم.نت (الإنجليزية)